# Dragon Ball Z: Supersonic Warriors
Dragon Ball Z: Supersonic Warriors is een vechtspel dat gebaseerd is op de tv serie Dragon Ball Z. en uitgebracht in 2004 voor de Game Boy Advance. De opvolger is Supersonic Warriors 2.

## Speelbare personages
| Speelbare Characters | Speelbare Characters | Speelbare Characters | Speelbare Characters | Speelbare Characters | Speelbare Characters |
| --- | --- | -------------------- | -------------------- | -------------------- | -------------------- |
| - Goku - Goku Super Saiyan - Goku Super Saiyan 2 - Kid Gohan Super Saiyan - Kid Gohan Super Saiyan 2 - Adult Gohan - Piccolo - Piccolo fusion nail - Piccolo fusion kami - Krillin - Vegeta - Vegeta Super Saiyan | - Majin Vegeta - Trunks Super Saiyan - Captain Ginyu - Frieza final stage - Mech Frieza - Dr. Gero - Android #18 - Cell final form - Perfect Cell - Majin Boo - Evil Buu - Gotenks |                      |                      |                      |                      |
| Support Characters | |                      |                      |                      |                      |
| - Jeice - Recoome - Guldo | - Android #17 - Android #16 - Tien |                      |                      |                      |                      |